# Arhidieceza de Viena
Arhidieceza de Viena (în latină Archidioecesis Viennensis, în germană Erzdiözese Wien) este una din cele două arhidieceze romano-catolice din Austria, după Arhidieceza de Salzburg, care este mai veche.

## Istoric
Teritoriul de astăzi al Arhidiecezei de Viena s-a aflat în evul mediu sub jurisdicția Diecezei de Passau. Acesta este motivul pentru care sfântul patron al catedralei din Passau, Sfântul Ștefan, a fost ales ca sfânt patron al principalei biserici din Viena, Catedrala Sfântul Ștefan din Viena.
În anul 1469 un mic teritoriu a fost scos de sub jurisdicția episcopului de Passau, cu ocazia înființării diecezei de Viena. Aceasta a fost condusă mai întâi de administratori apostolici. Primul episcop hirotonit în Catedrala Sfântul Ștefan a fost George Slatkonia⁠(d), în anul 1513.